# SRH Wald-Klinikum Gera
Das SRH Wald-Klinikum Gera ist ein Krankenhaus in Gera, in dem etwa 109.460 Patienten im Jahr ambulant und stationär behandelt werden. Die Einrichtung ist  Akademisches Lehrkrankenhaus des Universitätsklinikums Jena und beschäftigt rund 2000 Mitarbeiter.
Das Klinikum ist eines von zehn Akut-Kliniken der SRH Gesundheit GmbH in Baden-Württemberg, Sachsen-Anhalt und Thüringen.

## Träger
Seit Oktober 2003 gehört das Klinikum Gera zur SRH, einem Anbieter von Bildungs- und Gesundheitsdienstleistungen, der mit rund 13.500 Mitarbeitern und einem Umsatz von knapp einer Milliarde Euro private Hochschulen, Bildungszentren, Schulen und Krankenhäuser betreibt. Dachgesellschaft ist die SRH Holding (SdbR), eine gemeinnützige Stiftung mit Sitz in Heidelberg.

## Geschichte

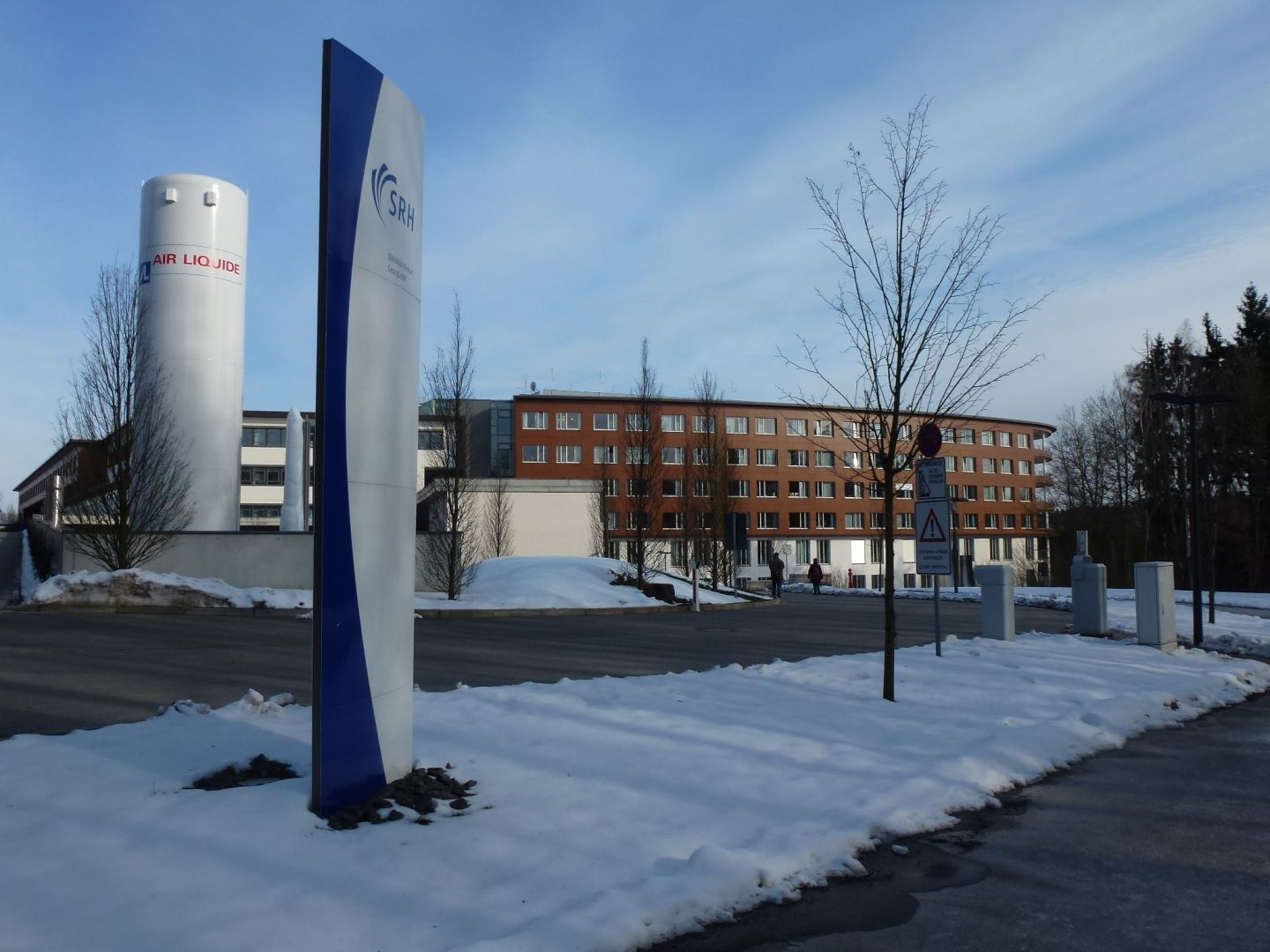
Neues Bettenhaus

### 1912 bis 1939

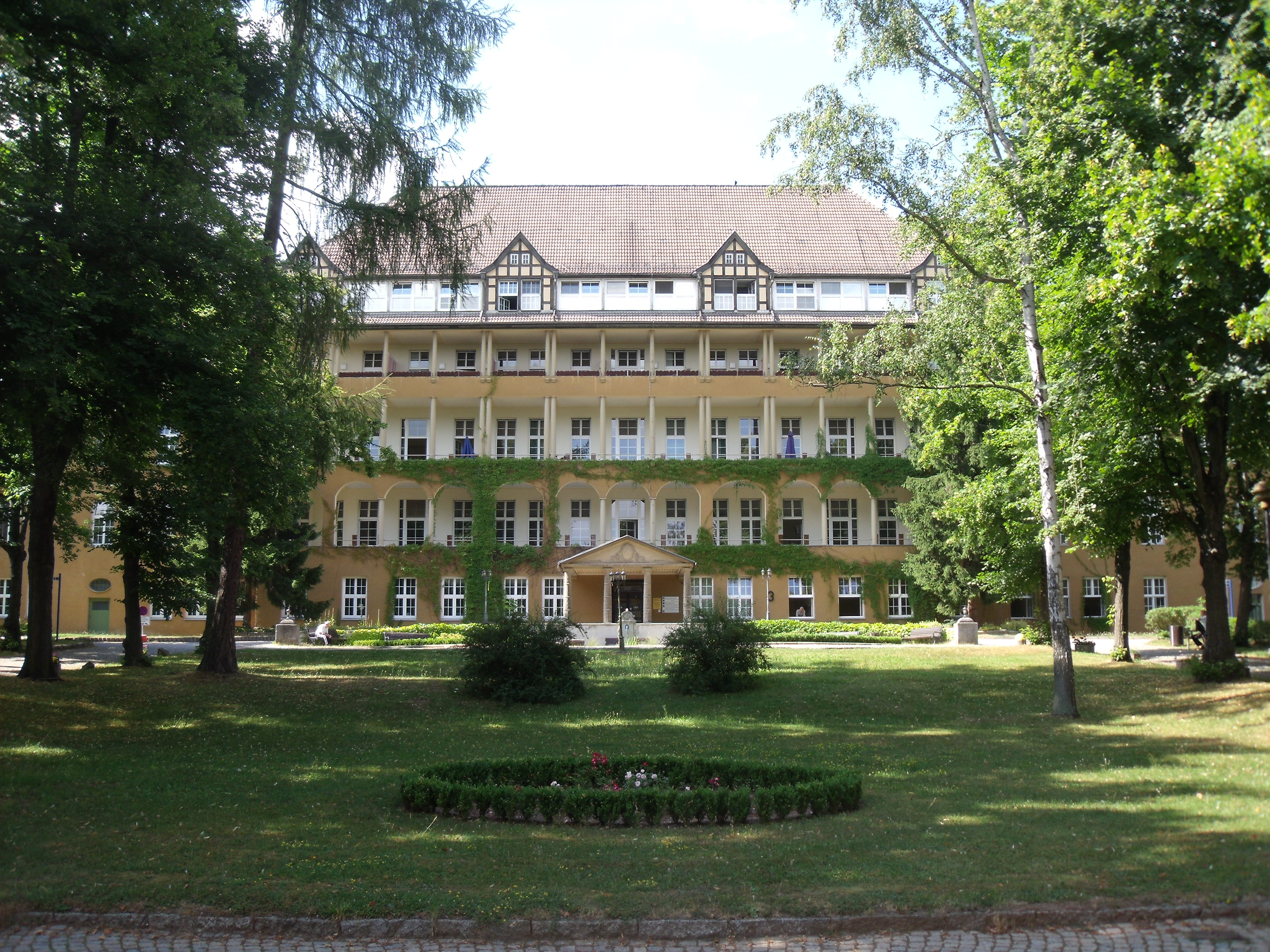
Das alte städtische Waldkrankenhaus von 1920

Auf Anregung des Geheimen Sanitätsrats Schomburg, Leiter des alten Städtischen Krankenhauses, wurde am 12. Februar 1912 der Neubau des Städtischen Krankenhauses in Gera vom dortigen Rat beschlossen.
Den Auftrag zur Ausarbeitung der Pläne erhielt im März desselben Jahres der Stadtbaurat Luthardt. Mit den notwendigen Rodungs- und Erdarbeiten im Stadtwald wurde dann im Februar 1913 begonnen.
Die offizielle Grundsteinlegung für das neue Städtische Krankenhaus erfolgte zwar schon am 24. Juni 1913, doch wurde erst zum 20. April 1920 mit 400 Betten (nur 275 Betten waren belegungsfähig) und Kosten von 2,5 Millionen Mark fertiggestellt.

### 1940 bis 1949
Ab 1940 wurde das Krankenhaus als Reservelazarett genutzt und mit durchschnittlich 150 Verwundeten belegt.

### 1950 bis 2002

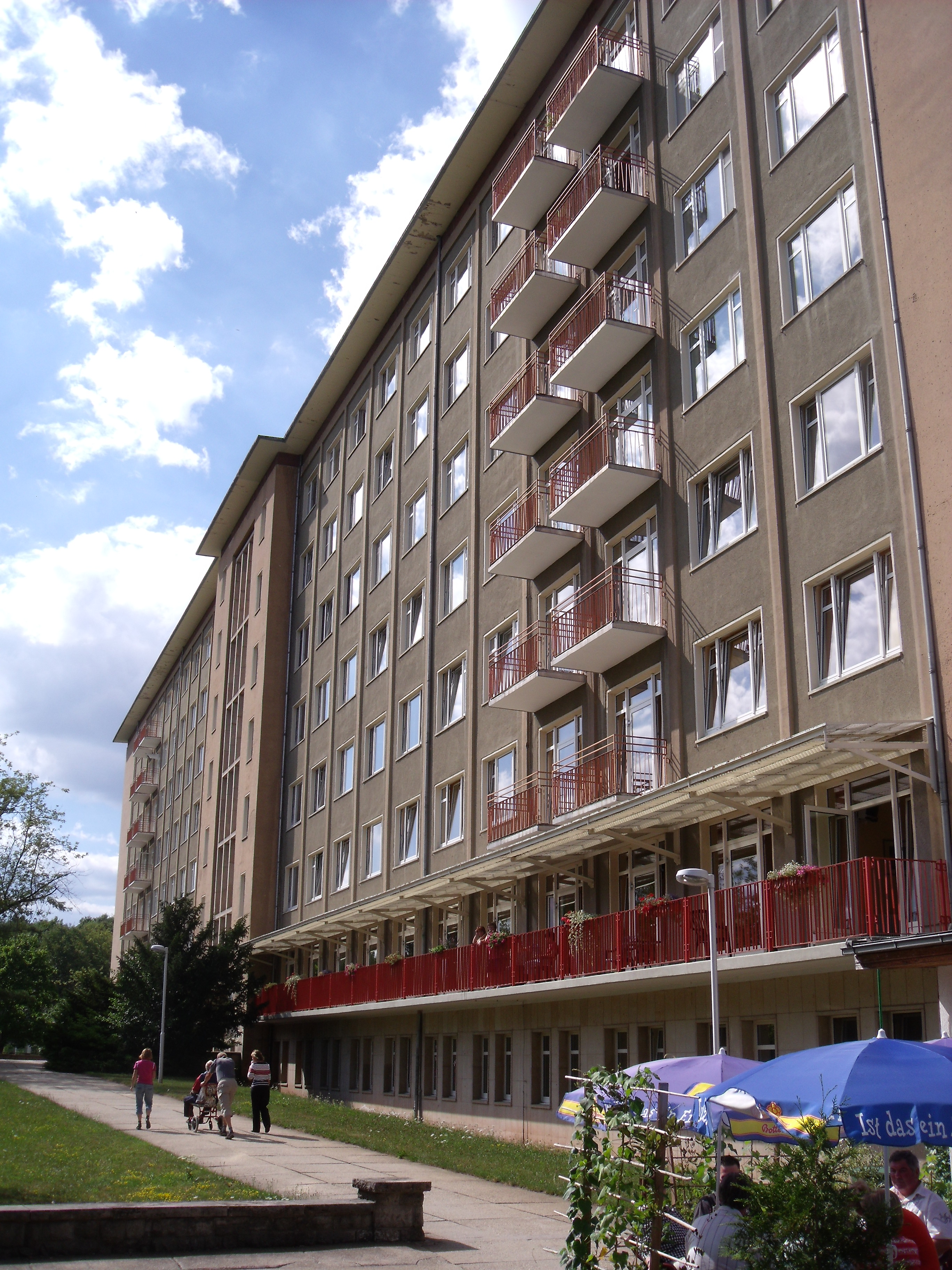
Ehemaliges Bergarbeiterkrankenhaus der SDAG Wismut

Nach dem Aufbau einer neuen Kinderklinik, der Erweiterung der Hautklinik in der Loreystraße und der Frauenklinik in der Vollersdorfer Straße erfolgte am 1. Juli 1960 die Ernennung zum Bezirkskrankenhaus Gera. Durch den Zusammenschluss des Bezirkskrankenhauses Gera mit dem Bergarbeiterkrankenhaus der SDAG Wismut und der Bezirkslungenklinik Ernsee wurde das Krankenhaus am 1. Januar 1991 zum Klinikum der Stadt Gera erhoben.

### 2003 bis heute
Zum 1. Oktober 2003 erwarb die Stiftung Rehabilitation Heidelberg (SRH) das städtische Wald-Klinikum. Seitdem wurden ein Kinderzentrum, ein Chirurgisches Zentrum, eine Klinik für Strahlentherapie und eine Palliativstation eröffnet. Am 8. September 2006 begann die Generalsanierung des Klinikums, die Übergabe erfolgte am 23. März 2013.
Das Klinikum betreibt Medizinische Versorgungszentren (MVZ) in Thüringen und Sachsen sowie seit 2018 das Hospiz Sachsen-Thüringen in Werdau.

## Kulturkrankenhaus

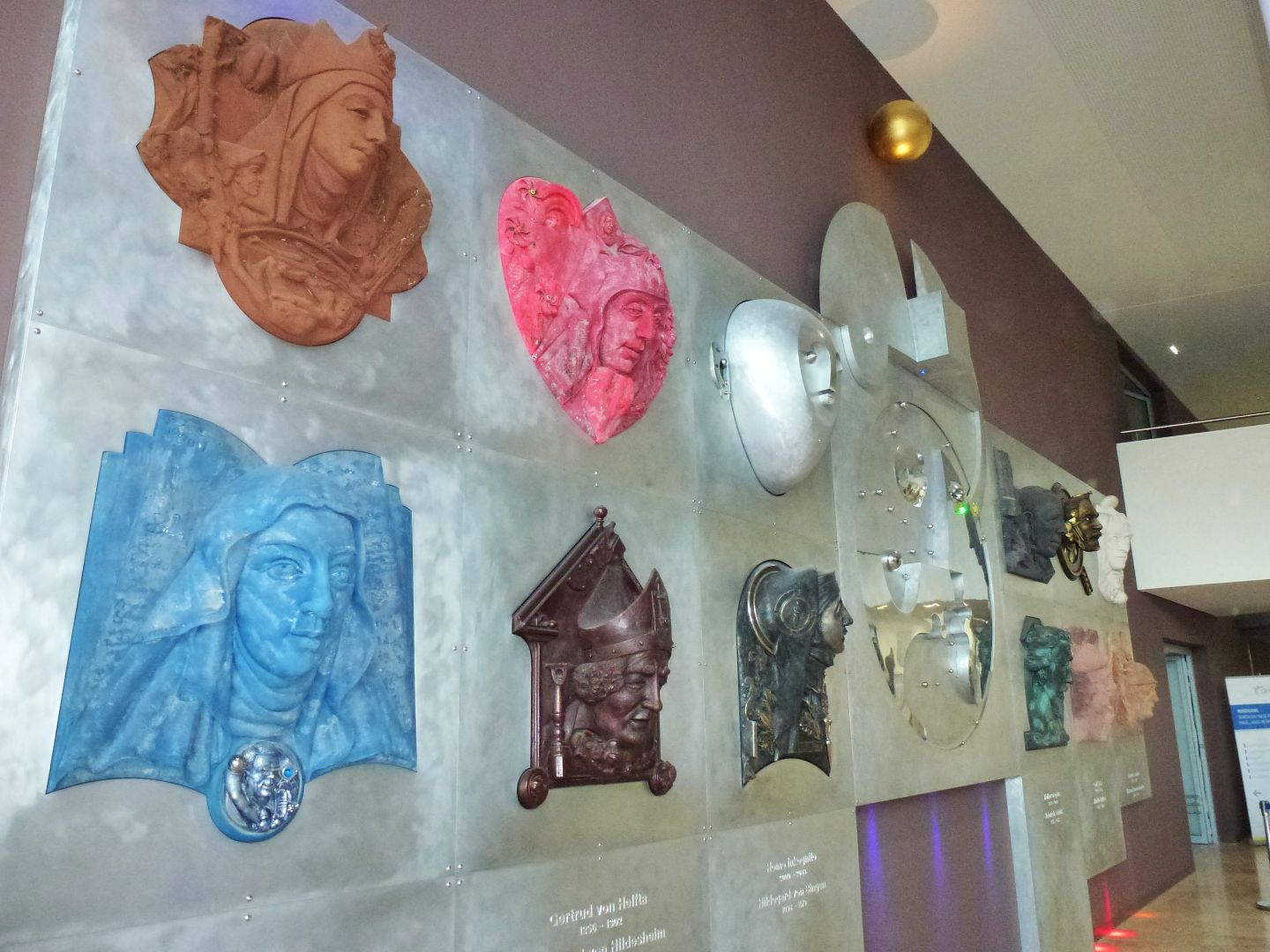
Eingang des Kulturkrankenhauses

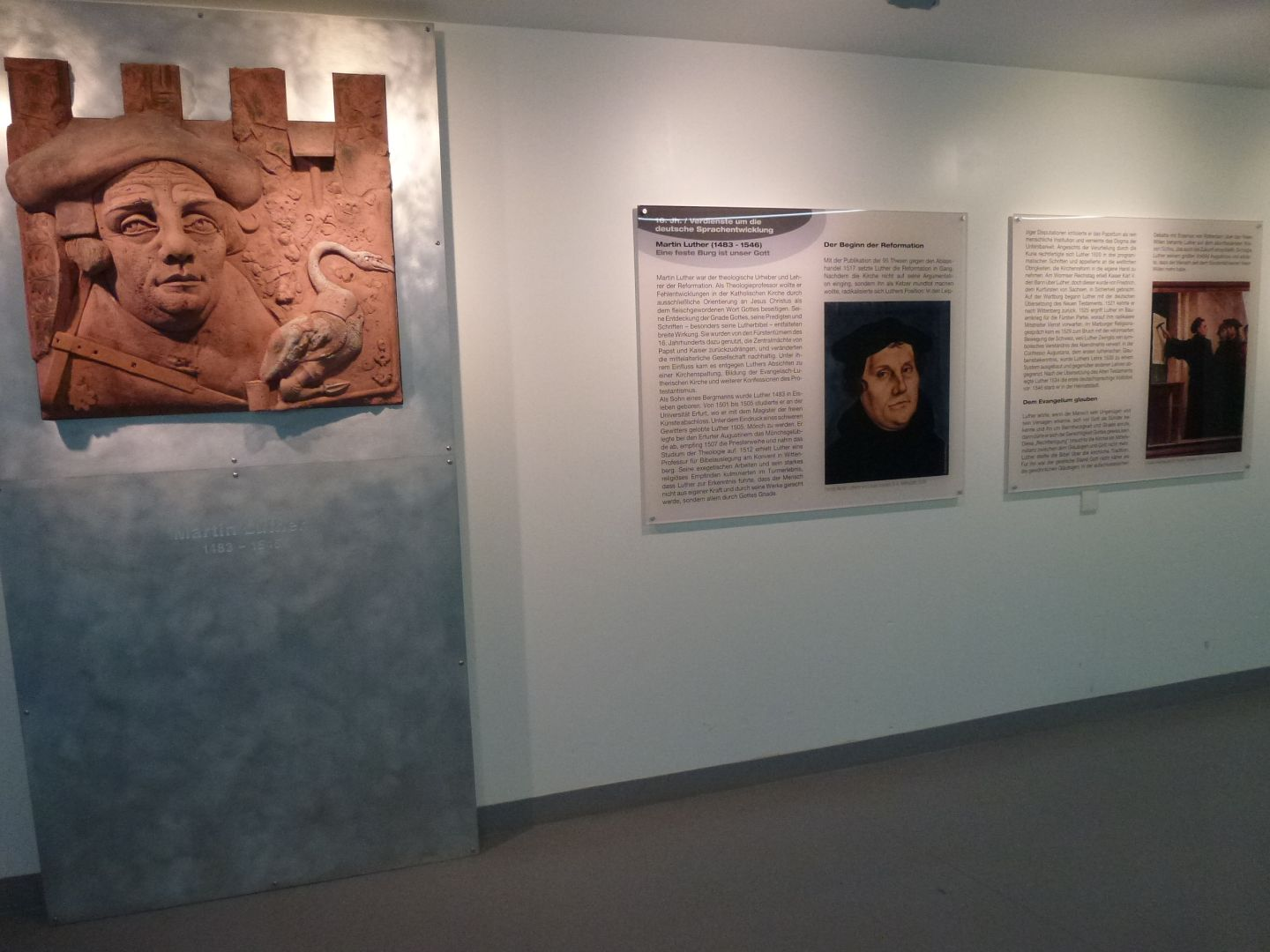
Namenspatron Martin Luther

Es handelt sich hierbei um ein künstlerisches Leit- und Orientierungssystem, bei dem die einzelnen Stationen nicht mehr mit Nummern oder medizinischen Fachbegriffen bezeichnet werden, sondern die Namen bedeutender Künstler, Denker und Dichter vom 10. bis zum 20. Jahrhundert tragen. So fungieren im bereits fertiggestellten Bettenhaus „Am Wald“ der Holzbildhauer Tilman Riemenschneider, der Reformator Martin Luther, der Komponist Heinrich Schütz, der Dichter Friedrich Schiller, der Forscher Carl Zeiss und der Bauhaus-Gründer Walter Gropius als Namenspatrone für die einzelnen Kliniken. Im „Haus im Park“ geben die Dichterin Roswitha von Gandersheim, der Bischof Godehard von Hildesheim, die Nonne Hildegard von Bingen, die Heilige und thüringische Landespatronin Elisabeth von Thüringen und die Mystikerin und Theologin Gertrud von Helfta den Ebenen ihren Namen. Den Ausgangspunkt des künstlerischen Leitsystems bildet der sich im Foyer des Eingangsgebäudes befindliche Flügelaltar, gestaltet vom Bildhauer Jürgen Goertz, auf dem der Genesungsprozess künstlerisch dargestellt werden soll.

## Kliniken und Institute
Die Klinik hat 26 Fachbereiche: Institut für Pathologie,
Institut für radiologische Diagnostik und interventionelle Radiologie,
Klinik für Strahlentherapie und Radioonkologie,
Klinik für Frauenheilkunde und Geburtshilfe,
Klinik für Hautkrankheiten und Allergologie,
Klinik für Anästhesie und Intensivtherapie,
Klinik für Hämatologie/Onkologie/Pneumologie/Infektiologie/Akutgeriatrie/Diabetologie Rheumatologie
Klinik für Thorax- und Gefäßchirurgie mit Gefäßzentrum,
Klinik für Unfallchirurgie,
Klinik für Orthopädie,
Klinik für Allgemein- und Viszeralchirurgie und Kinderchirurgie,
Klinik für Adipositas und Metabolische Chirurgie,
Institut für Physikalische und Rehabilitative Medizin,
Hals-Nasen-Ohrenklinik / Plastische Operationen,
Klinik für Wirbelsäulen-Chirurgie und Neurotraumatologie,
Klinik für Augenheilkunde, Klinik für Kinder- und Jugendmedizin, Urologische Klinik mit Prostatakarzinomzentrum,
Zentrum für Interdisziplinäre Schmerztherapie,
Palliativmedizin,
Klinik für Neurologie und Comprehensive Stroke Unit,
Klinik für Psychiatrie und Psychotherapie sowie Fachbereich Psychosomatik und psychotherapeutische Medizin,
Klinik für Kardiologie,
Klinik für Gastroenterologie/Hepatologie und Allgemeine Innere Medizin, Brustzentrum,
regionales Tumorzentrum,
Psychosoziale Beratungsstelle und
Apotheke.
Auf dem Klinikgelände befinden sich unter anderem ein Sanitätshaus und ein medizinisches Versorgungszentrum für Labordienstleistungen.